# Guillermo Minali
Guillem Minali o Guillermo Minali (Milà, 1767 - Girona, 1820) fou un militar, brigadier d'enginyers, que participà en els setges de Girona ocorreguts el 1808 i 1809 durant la Guerra del Francès amb el càrrec de Comandant general d'Enginyers. Fou autor posteriorment de diversos llibres d'índole militar, en algun dels quals explicà dits setges.

## Hodonímia
El 1876 l'Ajuntament de Girona posà el seu nom a un carrer del Barri Vell que fins llavors duia el nom de la plaça adjacent, la plaça de les Castanyes. Aquest carrer connecta per una banda la rambla de la Llibertat, a l'altura del pont de les Peixateries Velles amb l'encreuament entre el carrer dels Ciutadans i el carrer de la Llebre, per l'altra banda.